# Енциклопедія сучасної України
Енциклопе́дія суча́сної Украї́ни (ЕСУ) — загальна енциклопедія про Україну й український народ від початку XX століття до сьогодення, яку створює Національна академія наук України спільно з Науковим товариством імені Шевченка.
«Енциклопедія Сучасної України» — один з пріоритетних гуманітарних проєктів Національної академії наук України, над яким працюють науковці багатьох інститутів академії у співдружності з ученими галузевих академій та вищих навчальних закладів України. Станом на 2022 рік опубліковано 24 томи загальним обсягом 67 тис. статей. За даними Google Scholar, h-індекс (індекс впливовості) енциклопедії — 12.

## Загальна інформація
Від 2001 року виходить друком томами (алфавітна енциклопедія), за кількістю яких нині є найбільшою в історії українською енциклопедією, випередивши «Українську радянську енциклопедію» у 17 томах.
Енциклопедія сприяє формуванню цілісного образу новітньої України в подіях, інституціях, установах, родах діяльності, поняттях, персоналіях. Охоплює головні сфери життя в країні, термінологію в усіх галузях науки й мистецтва, відображає сучасні погляди на історичні події та постаті, показує зв'язок України з іншими країнами світу. Специфіка ЕСУ полягає в тому, що в ній особлива увага приділяється явищам, процесам, поняттям, які характеризують добу державної незалежності України.
Ідея створити сучасну національну енциклопедію виникла в середовищі інтелектуальної еліти на чолі з Іваном Дзюбою ще в перші роки після відновлення незалежності України, коли постала необхідність повернути українцям справжнє уявлення про себе, позбутися радянської ідеології та міфів у трактуванні історичного, культурного минулого українського народу та його сьогодення, утверджувати загальнолюдські й національні цінності. У зв'язку з цим особливе значення укладачі енциклопедії надають поверненню до культурного й наукового дискурсу численних імен українців, що втратилися чи спеціально ігнорувалися в радянський період (саме тому в ЕСУ статті-персоналії становлять аж 74,7 %). «ЕСУ відкрила плеяду раніше замовчуваних особистостей або показала ті грані їхньої творчости, що мало висвітлювалися. Відомо, що про осіб, які зазнали репресій, в радянських енциклопедіях переважно не згадано». Енциклопедія активно описує не лише українців, а й інші народи, пов'язані з Україною. Чи не вперше в українській енциклопедичній традиції подано розлогі статті про історію кримських татар, їхню етнографію, фольклор, мистецтво, літературу, музику, архітектуру, політичні інституції, видання, найвидатніших особистостей. Окремі статті висвітлюють євреїв, поляків, греків, болгар та представників інших народів, що в різні часи за певних обставин осіли на українських землях.
Від 2014 року ЕСУ має онлайн-версію.
Редакцією ЕСУ слугує Інститут енциклопедичних досліджень НАН України. Енциклопедію створюють відомі академіки, члени-кореспонденти, доктори наук та інші науковці, вітчизняні вчені-ентузіасти й представники української діаспори за кордоном.
Для ілюстрування статей використані національні архіви Центрального державного кінофотофоноархіву, Державного музею театрального, музичного та кіно-мистецтва, Національної спілки письменників України, інших організацій та особисті, надані авторами. Картографічний матеріал підготовлений у ДНВП «Картографія».
| Томи | Гасла | Чорно-білі ілюстрації | Кольорові ілюстрації | Карти | Таблиці й схеми |
| ---- | ----- | --------------------- | -------------------- | ----- | --------------- |
| 1    | 2732  | 1628                  | 0                    | 12    | 50              |
| 2    | 3644  | 2915                  | 257                  | 33    | 0               |
| 3    | 3155  | 2366                  | 274                  | 19    | 0               |
| 4    | 3015  | 2186                  | 300                  | 29    | 11              |
| 5    | 3198  | 2329                  | 313                  | 20    | 5               |
| 6    | 3289  | 2846                  | 384                  | 14    | 6               |
| 7    | 2645  | 2073                  | 449                  | 14    | 9               |
| 8    | 3063  | 2566                  | 541                  | 14    | 5               |
| 9    | 2546  | 1829                  | 387                  | 10    | 8               |
| 10   | 2759  | 2269                  | 353                  | 18    | 23              |
| 11   | 2576  | 2057                  | 411                  | 13    | 17              |
| 12   | 2685  | 2303                  | 346                  | 16    | 4               |
| 13   | 3032  | 2828                  | 364                  | 13    | 3               |
| 14   | 3136  | 2701                  | 336                  | 14    | 0               |
| 15   | 3177  | 2687                  | 374                  | 20    | 0               |
| 16   | 3004  | 2675                  | 403                  | 5     | 0               |
| 17   | 2560  | 2329                  | 293                  | 9     | 10              |
| 18   | 2363  | 2322                  | 355                  | 12    | 1               |
| 19   | 2355  | 2254                  | 379                  | 7     | 23              |
| 20   | 2059  | 1944                  | 371                  | 11    | 1               |
| 21   | 2232  | 2074                  | 410                  | 6     | 6               |
| 22   | 2061  | 1834                  | 335                  | 4     | 1               |
| 23   | 2665  | 2711                  | 385                  | 32    | 1               |
| 24   | 3000  | 2542                  | 369                  | 21    | 5               |

## Електронна версія
Станом на початок жовтня 2019 року в рейтингу всіх сайтів, популярних серед українських користувачів мережі Інтернет, який оприлюднює міжнародна служба «Alexa Internet», електронна версія «Енциклопедії Сучасної України» посідала 3105-те місце. У порівнянні з іншими україномовними онлайн-енциклопедіями вона суттєво поступалася «Вікіпедії» (7-ме місце), але випереджала електронну версію Великої української енциклопедії (9718-те місце). Науковий співробітник Інституту енциклопедичних досліджень НАН України, кандидат філологічних наук Олександр Іщенко пояснює це тим, що сайт ВУЕ значно молодший за сайт ЕСУ, що впливає на позиціювання вебсторінок у пошукових системах на кшталт «Google». Натомність, головною причиною відставання від Вікіпедії став величезний обсяг останньої. Станом на липень 2019 року «Вікіпедія» мала 301 мовний розділ, які сукупно вміщували понад 50 мільйонів статей (на сайті української «Вікіпедії» — понад 1 347 198 статей станом на 1 жовтня 2024 року), натомність онлайн-версія ЕСУ містила на той час близько 76 тисяч вебсторінок. Одним з недоліків електронної версії ЕСУ називається перманентне скорочення слів, яке перейшло до неї від паперових томів, для яких скорочений текст є усталеною формою подання інформації, що зумовлено обмеженнями, пов'язаними з обсягом видань. Для читачів, що користуються інтернетом, де економія паперу вже не потрібна, ця форма викликає певне нерозуміння прочитаного.
За інформацією 2021 року, Київ, Львів, Івано-Франківськ – міста, у яких електронна версія ЕСУ користується найбільшою популярністю. «Карпати (Карпатські гори)», «Забруднення довкілля», «Біологічна система» — найпопулярніші статті сайту.
В електронній версії ЕСУ, так само як у ВУЕ, розміщуються не тільки статті із томів, що вийшли з друку — подаються навіть ті статті з томів, які ще не опубліковані.

## Видання томів
Станом на 2023 рік видано 24 томи:

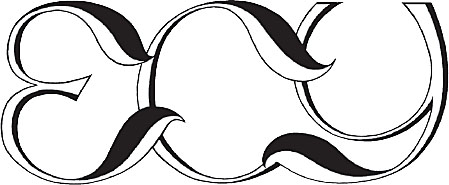
Логотип

- Енциклопедія сучасної України / ред. кол.: І. М. Дзюба [та ін.] ; НАН України, НТШ, Коорд. бюро Енцикл. Сучас. України НАН України. — К. : Поліграфкнига, 2001. — Т. 1 : А. — 823 с. — ISBN 966-02-2075-8.
- Енциклопедія сучасної України / ред. кол.: І. М. Дзюба [та ін.] ; НАН України, НТШ, Коорд. бюро Енцикл. Сучас. України НАН України. — К. : Поліграфкнига, 2003. — Т. 2 : Б — Біо. — 872 с. — ISBN 966-02-2681-0.
- Енциклопедія сучасної України / ред. кол.: І. М. Дзюба [та ін.] ; НАН України, НТШ, Коорд. бюро Енцикл. Сучас. України НАН України. — К. : Поліграфкнига, 2004. — Т. 3 : Біо — Бя. — 695 с. — ISBN 966-02-2682-9.
- Енциклопедія сучасної України / ред. кол.: І. М. Дзюба [та ін.] ; НАН України, НТШ. — К. : Інститут енциклопедичних досліджень НАН України, 2005. — Т. 4 : В — Вог. — 700 с. — ISBN 966-02-3354-X.
- Енциклопедія сучасної України / ред. кол.: І. М. Дзюба [та ін.] ; НАН України, НТШ. — К. : Інститут енциклопедичних досліджень НАН України, 2006. — Т. 5 : Вод — Гн. — 728 с. — ISBN 966-02-3355-8.
- Енциклопедія сучасної України / ред. кол.: І. М. Дзюба [та ін.] ; НАН України, НТШ. — К. : Інститут енциклопедичних досліджень НАН України, 2006. — Т. 6 : Го — Гю. — 712 с. — ISBN 966-02-3966-1.
- Енциклопедія сучасної України / ред. кол.: І. М. Дзюба [та ін.] ; НАН України, НТШ. — К. : Інститут енциклопедичних досліджень НАН України, 2007. — Т. 7 : Ґ — Ді. — 708 с. — ISBN 978-966-02-4457-3.
- Енциклопедія сучасної України / ред. кол.: І. М. Дзюба [та ін.] ; НАН України, НТШ. — К. : Інститут енциклопедичних досліджень НАН України, 2008. — Т. 8 : Дл — Дя. — 716 с. — ISBN 978-966-02-4458-0.
- Енциклопедія сучасної України / ред. кол.: І. М. Дзюба [та ін.] ; НАН України, НТШ. — К. : Інститут енциклопедичних досліджень НАН України, 2009. — Т. 9 : Е — Ж. — 711 с. — ISBN 978-966-02-5720-7.
- Енциклопедія сучасної України / ред. кол.: І. М. Дзюба [та ін.] ; НАН України, НТШ. — К. : Інститут енциклопедичних досліджень НАН України, 2010. — Т. 10 : З — Зор. — 712 с. — ISBN 978-966-02-5721-4.
- Енциклопедія сучасної України / ред. кол.: І. М. Дзюба [та ін.] ; НАН України, НТШ. — К. : Інститут енциклопедичних досліджень НАН України, 2011. — Т. 11 : Зор — Как. — 710 с. — ISBN 978-966-02-6092-4.
- Енциклопедія сучасної України / ред. кол.: І. М. Дзюба [та ін.] ; НАН України, НТШ. — К. : Інститут енциклопедичних досліджень НАН України, 2012. — Т. 12 : Кал — Киї. — 711 с. — ISBN 978-966-02-6472-4.
- Енциклопедія сучасної України / ред. кол.: І. М. Дзюба [та ін.] ; НАН України, НТШ. — К. : Інститут енциклопедичних досліджень НАН України, 2013. — Т. 13 : Киї — Кок. — 711 с. — ISBN 978-966-02-6814-2.
- Енциклопедія сучасної України / ред. кол.: І. М. Дзюба [та ін.] ; НАН України, НТШ. — К. : Інститут енциклопедичних досліджень НАН України, 2014. — Т. 14 : Кол — Кос. — 767 с. — ISBN 978-966-02-7304-7.
- Енциклопедія сучасної України / ред. кол.: І. М. Дзюба [та ін.] ; НАН України, НТШ. — К. : Інститут енциклопедичних досліджень НАН України, 2014. — Т. 15 : Кот — Куз. — 711 с. — ISBN 978-966-02-7305-4.
- Енциклопедія сучасної України / ред. кол.: І. М. Дзюба [та ін.] ; НАН України, НТШ. — К. : Інститут енциклопедичних досліджень НАН України, 2016. — Т. 16 : Куз — Лев. — 712 с. — ISBN 978-966-02-7998-8.
- Енциклопедія сучасної України / ред. кол.: І. М. Дзюба [та ін.] ; НАН України, НТШ. — К. : Інститут енциклопедичних досліджень НАН України, 2016. — Т. 17 : Лег — Лощ. — 712 с. — ISBN 978-966-02-7999-5.
- Енциклопедія сучасної України / ред. кол.: І. М. Дзюба [та ін.] ; НАН України, НТШ. — К. : Інститут енциклопедичних досліджень НАН України, 2017. — Т. 18 : Лт — Малицький. — 711 с. — ISBN 978-966-02-7999-5.
- Енциклопедія сучасної України / ред. кол.: І. М. Дзюба [та ін.] ; НАН України, НТШ. — К. : Інститут енциклопедичних досліджень НАН України, 2018. — Т. 19 : Малиш — Медицина. — 687 с. — ISBN 978-966-02-8345-9.
- Енциклопедія сучасної України / ред. кол.: І. М. Дзюба [та ін.] ; НАН України, НТШ. — К. : Інститут енциклопедичних досліджень НАН України, 2018. — Т. 20 : Медична — Мікоян. — 687 с. — ISBN 978-966-02-8346-6.
- Енциклопедія сучасної України / ред. кол.: І. М. Дзюба [та ін.] ; НАН України, НТШ. — К. : Інститут енциклопедичних досліджень НАН України, 2019. — Т. 21 : Мікро — Моя. — 712 с. — ISBN 978-966-02-9001-3.
- Енциклопедія сучасної України / ред. кол.: І. М. Дзюба [та ін.] ; НАН України, НТШ. — К. : Інститут енциклопедичних досліджень НАН України, 2021. — Т. 23 : Нґ — Ня. — 832 с. — 3 800 прим. — ISBN 978-966-02-9624-4.
- Енциклопедія сучасної України / ред. кол.: І. М. Дзюба [та ін.] ; НАН України, НТШ. — К. : Інститут енциклопедичних досліджень НАН України, 2022. — Т. 24 : О. — 944 с. — 500 прим. — ISBN 978-966-02-9960-3.

## Редакційна колегія
- Железняк М. Г. (відповідальний секретар)
- Гамкало І. Д.
- Геєць В. М.
- Головаха Є. І.
- Горбачов Д. О.
- Кульчицький С. В.
- Литвин В. М.
- Мельник М. І.
- Онищенко О. С.
- Походенко В. Д.
- Сергієнко І. В.
- Шидловський А. К.
- Яцків Я. С.[12]